# Tethys (hold)
A Tethys a Szaturnusz 9. holdja, 294 660 km-re a Szaturnusz körül kering (még a ritka E-gyűrűn belül), átmérője 1060 km, tömege 7,55 ·1020 kg. Felfedezője Jacques Cassini, aki 1684-ben pillantotta meg az égitestet.
Keringési rezonanciában van egy belső holddal, a Mimas-szal. A Tethys 45 óra alatt tesz egy keringést, mialatt a Mimas kettőt. Az árapályerők hatására szinkron módon kering, mindig ugyanazt az oldalát mutatja a Szaturnusz felé. Közös a pályája az apró Telesto-val és a Calypso-val (amik titánok leányai után kapták a nevüket). A három hold gravitációsan kötött pályán mozog: a Telesto a Tethys előtt 60°-al, az L4 Lagrange-pontban, a Calypso 60°-al utána, az L5 pontban helyezkedik el.

## Felszíne
Erősen kráterezett, csuszamlások is előfordulnak.  Ezek közül legismertebb az Ithaca Chasma, amely a déli pólus környékén található.

## Lásd még
- A Szaturnusz holdjai